# Fogmassa

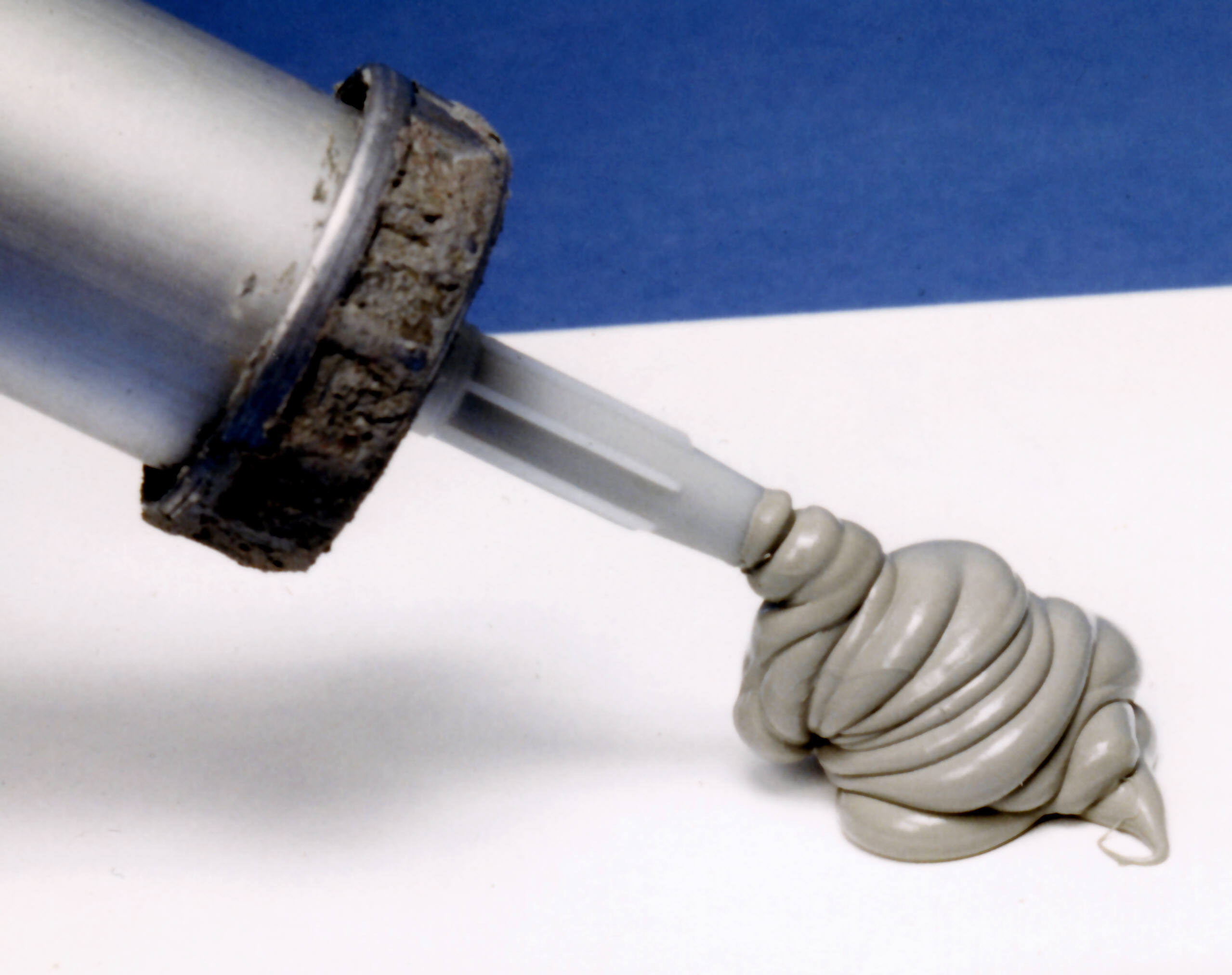
Fogmassa av silikon

Fogmassa är ett material som används för att fylla i och täta fogar. Ett exempel på fogmassa är murbruk. Fogmassa kan till exempel användas till att fylla i fogarna mellan kakelplattor. Det kan också användas för att laga mindre hål och skador, till exempel efter skruvar och spikar. 
Idag finns två typer av fogmassa för kakel och klinker inomhus, traditionell cementbaserad fog och fogmassa baserad på geopolymerteknik. Den senare tål sura hushållsrengöringsmedel, har fotokatalytiska egenskaper och är utrustad med peciclean-effekt, vilken gör att den i princip nästan är självrengörande.